# Albanologiska institutet
Albanologiska institutet (på albanska Instituti Albanologjik) är ett forskningscentrum för albanska studier. Den är belägen i Pristina i Kosovo. Kärnan av dagens institut grundlades den 1 juni 1953 och bestod av en stab av 4 medlemmar, vilka var: Ilhani Niamani, Selman Riza, Mehdi Bardhi och Ali Rexha. Lokalen låg då i en gammaldagsbyggnad i Pristinas stadscentrum. Den 25 december 1955 förbjöds institutets verksamhet av serbiska myndigheter. Medlemmarna Ilhani Niamani och Selman Riza blev landsförvisade, den ene till Belgrad och den andre till Albanien. År 1966 öppnades institutet på nytt under namnet Brioni Plenum. En ny och modern byggnad byggdes för att inhysa institutet. Forskningsprojekt expanderades. I den nya skaran medlemmar kan nämnas Zekeria Cana, Rexhep Qosja och Fehmi Agani.
För kosovoalbanernas del blev Albanologiska institutet en politisk symbol och en kulturell stolthet medan jugoslaviska myndigheter oroade sig över att institutet skulle fungera som en drivbänk för albansk nationalism. Men Albanologiska institutet var i en svag finansiell ställning och fick inga tillräckliga medel. Inte ens när den parallella kosovoalbanska staten uppstod kunde inte tillräckliga medel tillföras. Som ett resultat försämrades både kvantiteten och kvaliteten av institutets forskningsprojekt.
Den 8 mars 1994 intog serbiska styrkor institutets byggnad och staben drevs ut ur byggnaden (vissa av dem blev brutalt misshandlad i räden). Institutets fastigheter fick ge plats åt ett serbiskt universitet. Ett privat hus användes för fortsatt lagring av institutets forskningsmaterial. Under det serbiska förtrycket var institutets existens mer symbolisk än verklig. Efter det serbiska uttåget ur Kosovo våren 1999 återupprättades Albanologiska institutet. Bristande medel från UNMIK (FN:s mission i Kosovo) hämmade institutets utveckling.
Albanologiska institutet är indelat i fem avdelningar: lingvistik, litteratur, folklore, historia och etnologi.